# Acropustulosis
La acropustulosis infantil es una erupción recurrente, auto-limitada, pruriginosa, con lesiones eruptivas caracterizadas por vesículas y pústulas de las palmas de las manos y las plantas de los pies que ocurren en niños pequeños durante los primeros 2-3 años de la vida. Fue descrita por primera vez en el año de 1976 por Kahn G. y Jarrat M. y desde entonces se define como una dermatosis vesiculopustulosa del lactante que se inicia desde el primer semestre de la vida.

## Epidemiología
Aunque la mayoría de reportes son de infantes de raza negra, la acropustulosis ocurre en cualquier raza y sexo.

## Clínica
Se caracteriza por la aparición de brotes recurrentes de pápulas eritematosas que evolucionan a vesículas y pústulas de 1 a 4mm. Las lesiones afectan primariamente las palmas y plantas, aunque el dorso de manos y pies puede estar comprometido; menos frecuentemente afectan extremidades, tronco, cara y cuero cabelludo. Las lesiones aparecen en brotes que duran entre 7 a 14 días con resolución espontánea y recurrencias posteriores, las cuales con el tiempo se hacen menos frecuentes. La enfermedad tiende a resolverse entre el segundo y tercer año.